# Carsten Høi
Carsten Høi (Copenhaguen, 16 de gener de 1957) és un jugador d'escacs danès. Va rebre el títol de Mestre Internacional el 1979 i el de Gran Mestre el 2001: per un error en el manteniment de registres se li hauria d'haver concedit el títol de Gran Mestre el 1993.

## Resultats destacats en competició
Høi ha guanyat el campionat danès d'escacs tres vegades, el 1978, el 1986 i el 1992. Ha representat Dinamarca a les Olimpíades d'escacs cinc vegades, els anys 1978, 1980, 1988, 1992 i 1996.

## Partides notables
- Høi vs Gulko, Olimpíada d'escacs de 1988, premi a la millor combinació.[7]